# ولادیسلاف وانچورا
ولادیسلاف وانچورا (چکی: Vladislav Vančura؛ ‏ تلفظ چکی: [ˈvlaɟɪslaf ˈvantʃura]؛ ۲۳ ژوئن ۱۸۹۱ – ۱ ژوئن ۱۹۴۲) نویسنده و کارگردان فیلم اهل چکسلواکی بود.
او عضو حزب کمونیست چکسلواکی بود و در جریان اشغال چکسلواکی، در پائیز سال ۱۹۳۹ میلادی، به یک گروه مقاومت مخفی پیوست تا آنکه در ۱۲ مه ۱۹۴۲ توسط نیروهای گشتاپو دستگیر، بازجویی و شکنجه شد. در تاریخ ۲۷ مه ۱۹۴۲، پس از آنکه تعدادی از تکاوران نیروهای مقاومت برون‌مرزی چکسلواکی، راینهارت هایدریش فرماندار منصوب هیتلر در پراگ را ترور کردند، موجی از اعدام‌های تلافی‌جویانه توسط نیروهای آلمانی، این شهر را فرا گرفت و بیش از ۲۰۰۰ نفر از نخبگان چک تیرباران شدند که یکی از آنها ولادیسلاف وانچورا بود که در مورخ ۱ ژوئن ۱۹۴۲ توسط مأموران اس‌اس اعدام شد. جسد او، به همراه تعداد بیشماری از اعدام‌شدگان دیگر به صورت پنهانی در مرده‌سوزخانه استراشنیتسه سوزانده شد.